# CIMM
CIMM é uma paródia, em inglês, de outra sigla, CMM. CIMM é uma tentativa (não muito séria) de oferecer um contraponto ao CMM, sigla em inglês para Modelo de Maturidade da Capacitação (CMM). O CMM tem uma escala, dividida em cinco níveis, de capacitação de engenharia de software de uma empresa que vai de 1, onde os processos não têm controle ou têm controle mínimo, a 5, quando os processos estão completamente definidos, gerenciados e otimizados. Prega-se que a habilidade de uma organização realizar sua missão com qualidade, dentro do prazo e orçamento, cresce conforme seu nível CMM aumenta.
Em contraste, o CIMM, ou Modelo de Im-Maturidade da Capacitação (do inglês Capability Im-Maturity Model) diz que as organizações podem e vão ocupar níveis de CMM abaixo do 1. Um artigo do Capitão Tom Schorsch, da Força Aérea dos Estados Unidos da América (USAF), elaborado como parte de um projeto de pós-graduação, fornece as definições do CIMM. Ele cita o artigo ACM do Prof. Anthony Finkelstein[1] como inspiração. Esse artigo é instrutivo porque descreve muitas situações que de fato surgem em organizações disfuncionais, e os leitores frequentemente são deixados a ponderar se suas organizações merecem até mesmo o nível inicial do CMM. Piadas na comunidade industrial falam de organizações que celebram a conquista da certificação CMM nível 1, e mesmo a conquista do CMM nível 2 (a organização sabe o que faz e pode repetí-lo) desperta um nível de exaltação maior do que merece.

## 0: Negligente
A organização fala muito, frequentemente com excessiva fanfarra, sobre implementar processos de engenharia de software, mas não possui a vontade para realizar o esforço necessário. Onde o CMM nível 1 pressupõe um sucesso ocasional na produção de software, organizações no CIMM nível 0 geralmente falham em produzir qualquer produto, ou acabam falhando ao abandonar quaisquer procedimentos regulares em favor de idéias tempestivas.

## -1: Obstrutiva
Processos, ainda que inapropriados ou inefetivos, são implementados com rigor e tendem a obstruir o trabalho. Aderência ao processo é a medida de sucesso em uma organização CIMM nível -1. Qualquer criação de um produto viável é casual. A qualidade de qualquer produto não é verificada, presumivelmente baseado na pressuposição de que, se o processo adequado foi seguido, alta qualidade é garantida.
Paradoxalmente, organizações no CIMM nível -1 acreditam fervorosamente em seguir procedimentos definidos, mas a ausência de vontade para medir a eficácia dos procedimentos faz com que raramente tenham qualquer sucesso em criar software.

## -2: Desprezível
Ainda que existam processos, eles são rotineiramente ignorados pela equipe de engenharia e aqueles encarregados de acompanhar os processos são tratados com hostilidade. Medidas de qualidade são manipuladas para fazer a organização parecer boa.

## -3: Solapadora
Não satisfeita em falsificar seu próprio rendimento, organizações solapadoras trabalham rotineiramente para degradar e sabotar os esforços das organizações rivais, especialmente aquelas que implementaram processos comuns aos CMM níveis 2 e acima. Isso é pior quando as políticas da companhia causam competição entre os departamentos, fazendo-os competir por recursos escassos, que são alocados aos solicitantes mais exaltados.